# Боголепов, Константин Владимирович
Боголепов Константин Владимирович (19 декабря 1913, Одоев — 1 мая 1983, Новосибирск) — учёный в области теоретической и региональной тектоники. Член-корреспондент АН СССР (1981), доктор геолого-минералогических наук (1965), профессор (1965).

## Биография
Родился в имении села Болотское, Одоевского уезда, Тульской губернии, в семье потомственного дворянина, преподавателя и инспектора народных училищ Владимира Михайловича Боголепова и Ольги Константиновны, урождённой Жуковой. Внук Боголепова Михаила Павловича, Жукова Константина Николаевича, правнук Евгении Тур. С 1917 года семья проживала в Одоеве, а с 1921 года — в Москве. В 1929 году окончил коллекторские курсы при Московском научно-исследовательском институте по удобрениям, а в 1930 — Высшие геолого-разведочные курсы при Ленинградском горном институте.
Работал геологом в Московском научно-исследовательском институте по удобрениям (1929—1933), выезжал на разведку месторождений апатитов в Хибины и на Северный Кавказ.
После ареста по ложному обвинению (ст 58) в 1933 году находился в заключении, затем отбывал ссылку, работал на лесоповале, плотником, позднее геологом на строительстве железных дорог на Дальнем Востоке в системе ОГПУ — НКВД — МВД: Свободный, Строительство Дуссе-Алиньского тоннеля, Буреинский ИТЛ, Нижне-Амурский ИТЛ, Перевальный ИТЛ, Комсомольск-на-Амуре (1933—1945). Отбыл срок и по получении паспорта в декабре 1945 выехал в город Ханлар (Азербайджан) для работы инженером карьера.
С 1948 по 1949 год был старшим геологом и начальником отряда Онежской геолого-съемочной партии Северо-Западного геологического управления. В мае 1949 года был арестован в Москве, как бывший осужденный и послан на «вечное поселение» в Красноярский край. Отбывая заключение, работал в геолого-разведочных партиях по поискам бокситов в системе Енисейстроя МВД. В 1955 году освобождён из ссылки; в 1958 году реабилитирован. С 1955 года работал главным геологом Казачинской экспедиции Красноярского геологического управления в Большой Мурте Красноярского края.
В 1960 году защитил кандидатскую (ГИН, Москва), а в 1965 — докторскую диссертацию (ИГиГ, Новосибирск)
В 1961 году перешёл на работу в Сибирское отделение АН СССР в Академгородок, старший научный сотрудник (1962), зав. лабораторией геотектоники (с 1971) и зам. директора (с 1980) Института геологии и геофизики СО АН СССР.
Занимал должность ответственного секретаря журнала «Геология и геофизика», руководил коллективом составителей «Атласа тектонических карт и опорных профилей Сибири» (1980).
Автор более 150 научных публикаций. Среди них монографии: «Мезозойская тектоника Сибири» (1967), «Геология дна океанов» (1976), «Проблемы эволюции геологических процессов» (1981) и др.
С 1962 года преподавал в Новосибирском государственном университете: доцент (1962), профессор (с 1965), зав. кафедрой общей геологии и геологии СССР (1979—1983). Читал курсы: «Общая геология и геология СССР», «Геотектоника», «Геология дна океанов», «Геологические формации». Руководил учебной полевой практикой в Туве и на Горном Алтае.

## Награды
Премия имени В. А. Обручева (1972) за монографию «Мезозойская тектоника Сибири», издание 1967 г.
Орден Трудового Красного знамени (1975).

## Память

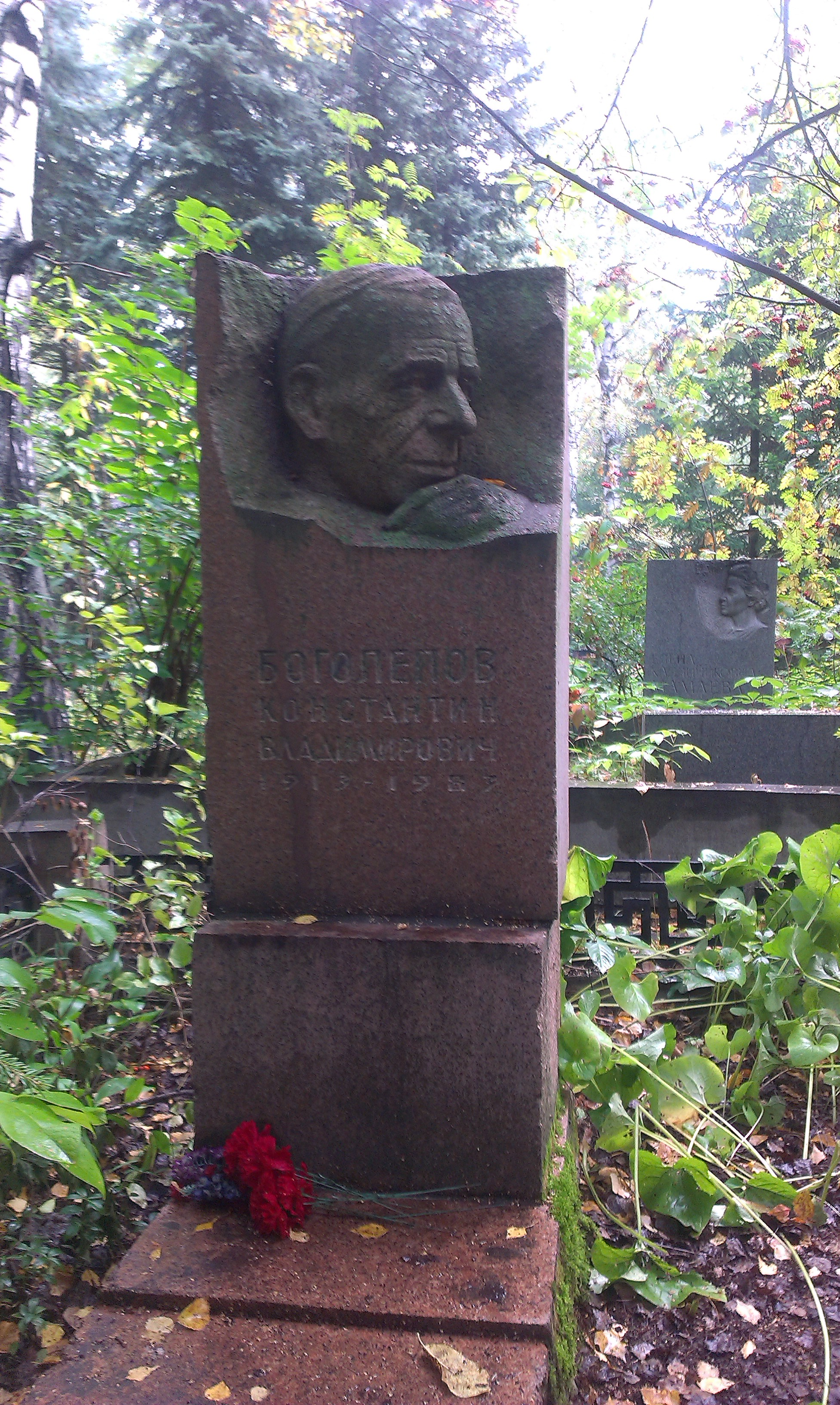
Могила К. В. Боголепова на Южном кладбище

Похоронен на Южном кладбище в Новосибирске.
Мемориальная доска на здании Объединённого института геологии, геофизики и минералогии им. А. А. Трофимука СО РАН.